# Förstoppning
Förstoppning, obstipation, är ett tillstånd av att antingen avföring kommer sällan (färre än tre gånger i veckan) eller att den är hård i konsistensen, om tillståndet varar i mer än någon vecka. Förstoppning är ett symtom på ett flertal olikartade sjukdomar.

## Symtom
Förstoppning innebär att avföring förekommer sällan eller att den är hård. Till symtombilden kan föras att avföringen upplevs vara otillräcklig vid tömning på toalettbesök och/eller att den är svår att få ut. Förstoppningen kan göra magen uppsvälld, orsaka magsmärta samt ge illamående och kräkningar. För somliga personer varvas förstoppning med diarré.

## Orsaker
Förstoppning uppkommer för att avföring stannar kvar för länge i tjocktarmen. Av den anledningen tar den upp för mycket vatten från avföringen. Detta beror ofta på att tarmrörelserna är långsamma. Vätskebrist, fiberfattig kost, stillasittande livsstil, viss medicin och näringstillskott, irritabel tarm och stress utgör vanliga orsaker.
Det kan också bero på att tarmpassagen är blockerad, neurologiska sjukdomar, problem med musklerna i bäckenbotten samt endokrina sjukdomar.
Kvinnor som är gravida eller befinner sig i en viss fas i menstruationscykeln kan bli förstoppade.

## Behandling
Det finns olika behandlingar mot förstoppning, beroende på orsak. Om orsaken är stillasittande livsstil och dålig kost, bör livsstilen bli mer hälsosam. Det finns livsmedel som fungerar milt laxerande som kan förbättra tillståndet vid kronisk förstoppning, framförallt fiberrika livsmedel som vetekli, bönor, ärtor, grovt bröd, müsli och frukt.
För tillfällig förstoppning kan laxermedel vara aktuellt. Vissa laxermedel är tarmretande, vilket innebär att de irriterar tarmen och därmed ökar tarmrörelserna. Dessa medel är effektiva, men de kan samtidigt bli beroendeframkallande och bör därför inte användas regelbundet. Andra laxermedel smörjer tarm och avföring så att tarmtömning underlättas. Osmotiska medel drar ut vatten i tarmen och gör avföringen lösare. Bulkmedel fyller ut tarmarna, som därmed får mer att arbeta med.
Tillfällig förstoppning kan vidare behandlas med ett vattenbaserat lavemang. Lavemang kan också förebygga förstoppning genom att stimulera tarmmotorik.